# Софиевка (Белгород-Днестровский район)
Софиевка (укр. Софіївка) — село, относится к Белгород-Днестровскому району Одесской области Украины.
Население по переписи 2001 года составляло 540 человек. Почтовый индекс — 67791. Телефонный код — 4849. Занимает площадь 1,27 км².

## История
Немецкое лютеранское село Софиенталь основано в 1863 г.  Основатели из Либентальского колониального округа. 
В 1945 г. Указом ПВС УССР село Софиенталь переименовано в Софиевку.

## Местный совет
67791, Одесская обл., Белгород-Днестровский р-н, с. Софиевка, ул. 28 июня, 51